# Level 42
A Level 42 angol jazz-funk/szintipop együttes, amely 1979-ben alakult a Wight-szigeten. Az 1980-as és '90-es években több nemzetközileg is sikeres daluk volt, ezek közül is a legismertebbek a "Lessons in Love" (UK #3, USA #12) és a "Something About You" (USA #7).
Az együttes 1994-ben feloszlott, majd 2001-ben újjáalakult.

## Tagok

### Jelenlegi tagok
- Mark King – basszusgitár, ének, ütőhangszerek (1979–1994, 2001–)
- Mike Lindup – billentyűs hangszerek, szintetizátor, zongora, vokál (1979–1994, 2006–)
- Nathan King – gitár, háttérvokál (2001–)
- Sean "Skip" Freeman – szaxofon, háttérvokál (2001–)
- Pete Ray Biggin – dobok, ütőhangszerek (2010–)
- Dan Carpenter – trombita, háttérvokál, ütőhangszerek (2013–)
- Nichol Thomson – harsona, háttérvokál, ütőhangszerek (2013–)

### Korábbi jelentősebb tagok
- Phil Gould – dobok, ütőhangszerek, háttérvokál, zongora, orgona (1979–1987, 1993–1994, 2004)
- Rowland "Boon" Gould – gitár, szaxofon (1979–1987, 2012; 2019-ben elhunyt)
- Alan Murphy – gitár (1988–1989; 1989-ben elhunyt)
- Gary Husband – dobok, háttérvokál, billentyűs hangszerek (1988–1993, 2001–2010)

## Diszkográfia

### Stúdióalbumok
- Level 42 (1981)
- Strategy / The Early Tapes (1982)
- The Pursuit of Accidents (1982)
- Standing in the Light (1983)
- True Colours (1984)
- World Machine (1985)
- Running in the Family (1987)
- The Family Edition (1987) (csak Kanadában jelent meg)
- Staring at the Sun (1988)
- Guaranteed (1991)
- Forever Now (1994)
- Retroglide (2006)